# Johnny Texas
Pour plus de détails, voir Fiche technique et Distribution.
Johnny Texas (Wanted Johnny Texas) est un western spaghetti réalisé par Emimmo Salvi, sorti en 1967.

## Synopsis
Le ranger Johnny Texas est chargé de diriger une équipe de Rangers pour réduire la bande O'Connor et anéantir son repaire.

## Fiche technique
- Titre original : Wanted Johnny Texas
- Genre : western spaghetti
- Réalisateur : Emimmo Salvi
- Scénario : Emimmo Salvi
- Production : Film Kontor Italiana
- Distribution en Italie : Sirena Film
- Photographie : Emilio Varriano
- Montage : Cesare Bianchini
- Musique : Marcello Gigante
- Maquillage : Guglielmo Bonotti
- Année de sortie : 1967
- Durée : 88 minutes
- Format d'image : 2.35:1
- Pays :  Italie

## Distribution
- James Newman : Johnny Texas
- Monika Brugger : Lucia Cansino
- Howard Ross : O'Connor
- Fernando Sancho : colonel Steward
- Rosalba Neri : Rosita
- Isarco Ravaioli : le sergent
- Dante Maggio : Sam
- Erna Schürer : une fille blonde
- Nerio Bernardi : le général
- Rossella D'Aquino
- Fortunato Arena : un pistolero
- Agostino De Simone
- Richard Kent
- Bruno Arié
- Faustone Signoretti
- Mirella Pamphili